# Ӻ
Ghe con trazo y gancho (Ӻ ӻ cursiva: Ӻ ӻ) es una letra del alfabeto cirílico, formada a partir de la letra cirílica Ge (Г г Г г) añadiendo un trazo horizontal y un gancho. En Unicode esta letra se llama "Ghe con trazo y gancho". Tiene una forma similar a la letra latina F con gancho (Ƒ ƒ).
La ghe con trazo y gancho sólo se usa en el idioma nivejí, donde representa la fricativa uvular sonora /ʁ/.

## Códigos de computación

### Información del carácter
| Vista Previa   | Ӻ                                                | Ӻ                                                | ӻ                                              | ӻ                                              |
| Nombre Unicode | CYRILLIC CAPITAL LETTER GHE WITH STROKE AND HOOK | CYRILLIC CAPITAL LETTER GHE WITH STROKE AND HOOK | CYRILLIC SMALL LETTER GHE WITH STROKE AND HOOK | CYRILLIC SMALL LETTER GHE WITH STROKE AND HOOK |
| Codificaciones | decimal                                          | hexadecimal                                      | decimal                                        | hexadecimal                                    |
| -------------- | ------------------------------------------------ | ------------------------------------------------ | ---------------------------------------------- | ---------------------------------------------- |
| Unicode        | 1274                                             | U+04FA                                           | 1275                                           | U+04FB                                         |
| UTF-8          | 211 186                                          | D3 BA                                            | 211 187                                        | D3 BB                                          |
| NCR            | &#1274;                                          | &#x4FA;                                          | &#1275;                                        | &#x4FB;                                        |